# Samsung Galaxy Spica
De Samsung Galaxy Spica (ook wel Galaxy GT-I5700, Galaxy Lite en Galaxy Portal genoemd) is een smartphone uitgebracht door Samsung in 2009. De telefoon draait op het opensourcebesturingssysteem Android.
De Galaxy Spica is een opvolger van de Galaxy GT-I7500, en de voorganger van de Galaxy Apollo.
De telefoon is uitgebracht als een duurder model van de voorganger, de telefoon kostte rond € 160 toen hij op de markt werd gebracht.

## Functies
De Galaxy Spica heeft HSDPA 900/2100 met 3G netwerkmogelijkheden op 3,6 Mbps. De telefoon heeft een tft-lcd-aanraakscherm, die 8,1 cm in diameter is. De telefoon kwam met Android 1.5 (Cupcake) en kan worden geüpdatet naar Android 2.1 (Eclair) De telefoon heeft een 3,2 megapixel autofocuscamera.
De Galaxy Spica heeft een 800 MHz Samsung-processor met 256 MB RAM, de telefoon heeft 180 MB aan opslaggeheugen, wat uit te bereiden is met een SD-kaart.
Galaxy ·
Galaxy 3 ·
Galaxy 5 ·
Ace 2 ·
Ace plus ·
Ace ·
Beam ·
Core ·
Express ·
Fit ·
Fame ·
Gio ·
Grand ·
Mega ·
Mini ·
Nexus ·
Note ·
Note 2 ·
Note 3 ·
Player ·
Pocket ·
Pocket 2 ·
Portal ·
Prevail ·
R ·
TxT ·
Spica
W ·
Xcover ·
Y ·
Y2

A-serie:
A3 ·
A5 ·
A6 ·	
A7 ·
A8 ·
A9 ·
A00 ·
A10 ·
A20 ·
A30 ·
A40 ·
A50 ·
A60 ·
A70 ·
A80 ·
A90

S-serie:
Galaxy S ·
S Plus ·
S Advance ·
S Duos ·
S II ·
S II Plus ·
S III ·
S III Mini ·
S4 ·
S4 Mini ·
S5 ·
S5 Mini ·
S5 Plus ·
S5 Neo · 
S6 ·
S7 ·
S8 ·
S9 ·
S10 ·
S20 ·
S21 ·
S22 ·
S23 ·
S24